# Det flammande svärdet
Det flammande svärdet (danska: Verdens undergang, "världens undergång") är en dansk katastroffilm från 1916 i regi av August Blom, med Olaf Fønss och Ebba Thomsen i huvudrollerna. Den handlar om hur en komet passerar mycket nära jorden och orsakar  social oro och förstörelse. Specialeffekterna gjordes med modellbyggnader som filmskaparna lät eldgnistor regna över.
Filmen hade dansk premiär 1 april 1916 och drog storpublik. Intresset berodde delvis på fenomenet kring Halleys komet som hade passerat jorden sex år tidigare, och delvis på oron över det pågående första världskriget.

## Medverkande
- Olaf Fønss som Frank Stoll, gruvägare och börsspekulant
- Carl Lauritzen som gruvförman West
- Ebba Thomsen som Dina, Wests dotter, förlovad med Flint
- Johanne Fritz-Petersen som Edith, Wests dotter
- Thorleif Lund som gruvarbetare Flint
- Alf Blütecher som styrman Reymers
- Frederik Jacobsen som den vandrande predikanten
- K. Zimmerman som professor Wissmann, astronomiskt lärd